# Alta Francónia

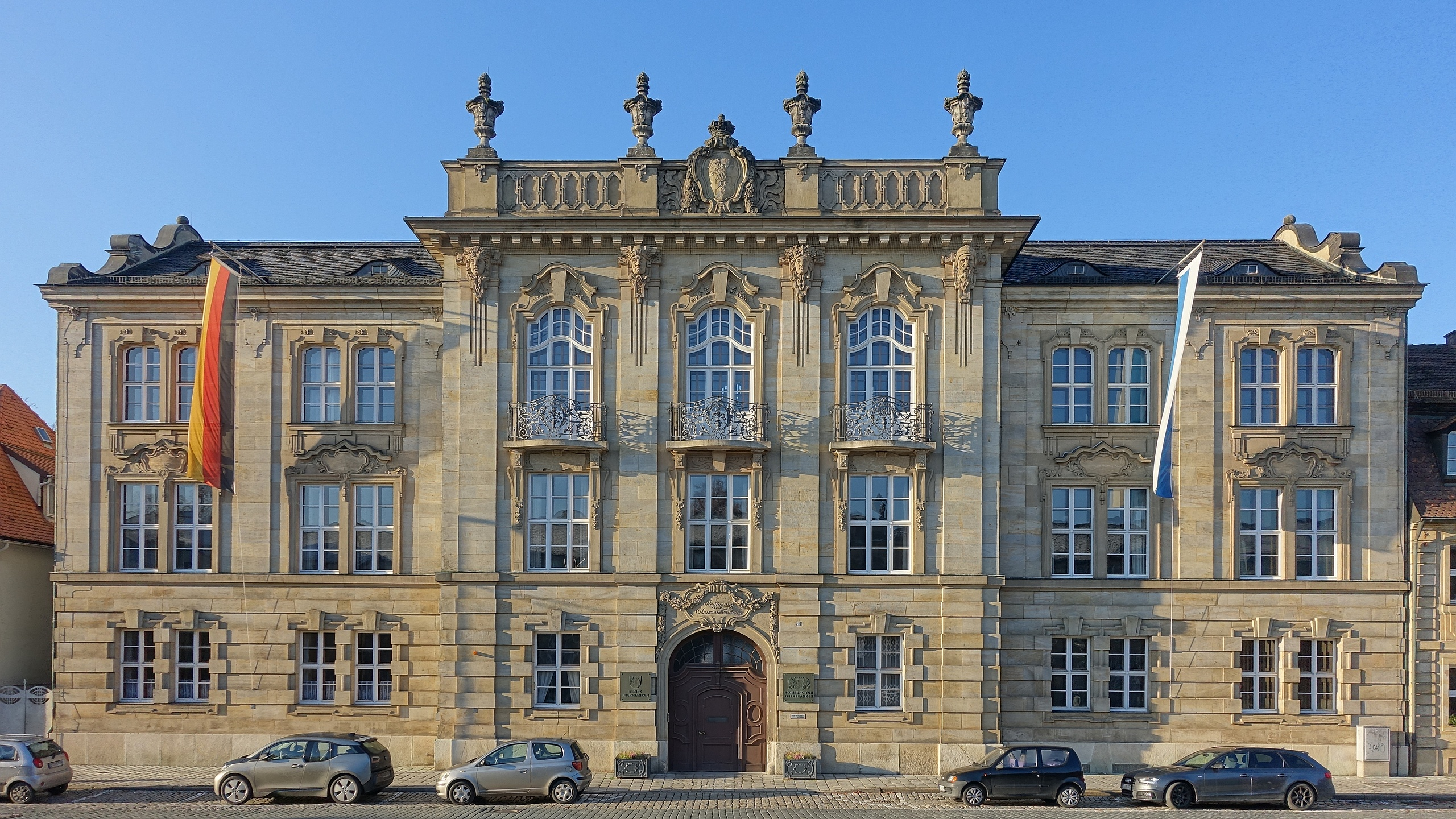
Sede do governo regional em Bayreuth

Alta Francónia (português europeu) ou Francônia (português brasileiro), ou Francónia Superior, (em alemão Oberfranken) é uma região administrativa (Regierungsbezirke) da Alemanha, parte da antiga região da Francônia, sua capital é a cidade de Bayreuth.

## Demografia
Evolução da população:
| Ano  | Habitantes |
| ---- | ---------- |
| 1900 | 608.116    |
| 1910 | 661.862    |
| 1939 | 790.151    |
| 1950 | 1.088.721  |
| 1961 | 1.056.087  |
| 1970 | 1.079.131  |
| 1987 | 1.036.576  |
| 2002 | 1.112.655  |
| 2005 | 1.101.390  |
| 2006 | 1.094.525  |

## Subdivisões administrativas
A região de Oberfranken está dividida em kreise (distritos) e em Kreisfreie Städte (cidades independentes), que não pertencem a nenhum distrito.
- kreise (distritos):
  - Bamberga
  - Bayreuth
  - Coburgo
  - Forchheim
  - Hof
  - Kronach
  - Kulmbach
  - Lichtenfels
  - Wunsiedel
- Kreisfreie Städte (cidades independentes):
  - Bamberga
  - Bayreuth
  - Coburgo
  - Hof